# Alejandro Casañas
Alejandro Casañas, född den 29 januari 1954 i Havanna, är en kubansk före detta friidrottare som tävlade i häcklöpning.
Casañas är mest känd för att han två gånger blev silvermedaljör vid Olympiska spelen. Vid Olympiska sommarspelen 1976 blev han tvåa bakom Guy Drut från Frankrike. Fyra år senare, vid Olympiska sommarspelen 1980 i Moskva, slutade han tvåa bakom östtysken Thomas Munkelt.
Han hade även världsrekordet på 110 meter häck mellan 1977 och 1979, efter att ha noterat tiden 13,21.

## Personliga rekord
- 110 meter häck - 13,21